# Lista localităților din provincia Bolu

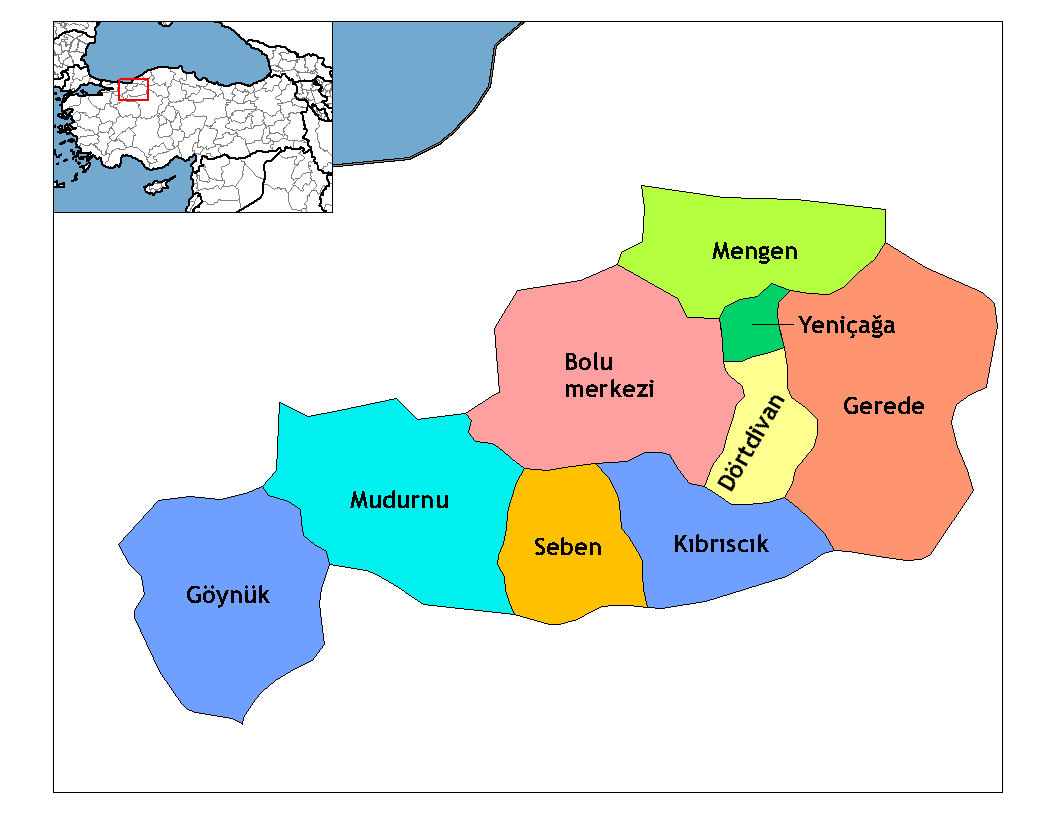
Provincia Bolu

Aceasta este lista localităților din Provincia Bolu, Turcia, grupate după districte. În secțiunile de mai jos, prima localitate din fiecare listă este centrul administrativ al districtului.

## Bolu
- Bolu
- Afşar, Bolu
- Ağaçcılar, Bolu
- Ahmetler, Bolu
- Akçaalan, Bolu
- Alıçören, Bolu
- Aşağıçamlı, Bolu
- Aşağıkuzören, Bolu
- Avdan, Bolu
- Aydıncık, Bolu
- Bağışlar, Bolu
- Bahçeköy, Bolu
- Bakırlı, Bolu
- Baltalı, Bolu
- Banaz, Bolu
- Belkaraağaç, Bolu
- Berk, Bolu
- Bozarmut, Bolu
- Bünüş, Bolu
- Bürnük, Bolu
- Çampınar, Bolu
- Çamyayla, Bolu
- Çanakçılar, Bolu
- Çatakören, Bolu
- Çaygökpınar, Bolu
- Çayırköy, Bolu
- Çepni, Bolu
- Çobankaya, Bolu
- Çömlekçiler, Bolu
- Çukurören, Bolu
- Değirmenbeli, Bolu
- Değirmenderesi, Bolu
- Demirciler, Bolu
- Dereceören, Bolu
- Doğancı, Bolu
- Elmalık, Bolu
- Ericek, Bolu
- Fasıl, Bolu
- Gökpınar, Bolu
- Gölcük, Bolu
- Gölköy, Bolu
- Gövem, Bolu
- Güneyfelekettin, Bolu
- Hamzabey, Bolu
- Hıdırşeyhler, Bolu
- Ilıcakınık, Bolu
- Işıklar, Bolu
- Kandamış, Bolu
- Karacasu, Bolu
- Karaköy, Bolu
- Karamanlar, Bolu
- Karca, Bolu
- Ketenler, Bolu
- Kındıra, Bolu
- Kırha, Bolu
- Kızılağıl, Bolu
- Kolköy, Bolu
- Kozlu, Bolu
- Köprücüler, Bolu
- Kuzfındık, Bolu
- Kuzörendağlı, Bolu
- Kuzörenemirler, Bolu
- Küplüce, Bolu
- Kürkçüler, Bolu
- Merkeşler, Bolu
- Mesciçele, Bolu
- Mesciler, Bolu
- Muratlar, Bolu
- Musluklar, Bolu
- Müstakimler, Bolu
- Nuhlar, Bolu
- Oğulduruk, Bolu
- Okçular, Bolu
- Ömerler, Bolu
- Örencik, Bolu
- Pelitcik, Bolu
- Pirahmetler, Bolu
- Piroğlu, Bolu
- Rüzgarlar, Bolu
- Saççılar, Bolu
- Saraycık, Bolu
- Sazakkınık, Bolu
- Sazakşeyhler, Bolu
- Sebenardı, Bolu
- Semerciler, Bolu
- Sultan, Bolu
- Sultanbey, Bolu
- Susuzkınık, Bolu
- Tarakçı, Bolu
- Taşçılar, Bolu
- Taşoluk, Bolu
- Tatlar, Bolu
- Tekkedere, Bolu
- Tetemeçele, Bolu
- Tokmaklar, Bolu
- Topardıç, Bolu
- Ulumescit, Bolu
- Vakıfgeçitveren, Bolu
- Yakabayat, Bolu
- Yakuplar, Bolu
- Yayladınlar, Bolu
- Yazıören, Bolu
- Yeniakçakavak, Bolu
- Yenicepınar, Bolu
- Yeniçaydurt, Bolu
- Yenigeçitveren, Bolu
- Yenigüney, Bolu
- Yeniköy, Bolu
- Yenipelitcik, Bolu
- Yenisefa, Bolu
- Yeşilçele, Bolu
- Yeşilköy, Bolu
- Yolçatı, Bolu
- Yukarıçamlı, Bolu
- Yumrukaya, Bolu
- Yuva, Bolu

## Dörtdivan
- Dörtdivan
- Adaköy, Dörtdivan
- Aşağıdüğer, Dörtdivan
- Aşağısayık, Dörtdivan
- Bünüş, Dörtdivan
- Cemaller, Dörtdivan
- Çalköy, Dörtdivan
- Çardak, Dörtdivan
- Çetikören, Dörtdivan
- Doğancılar, Dörtdivan
- Dülger, Dörtdivan
- Göbüler, Dörtdivan
- Gücükler, Dörtdivan
- Kılıçlar, Dörtdivan
- Kuruca, Dörtdivan
- Ortaköy, Dörtdivan
- Ömerpaşalar, Dörtdivan
- Seyitaliler, Dörtdivan
- Sorkun, Dörtdivan
- Süleler, Dörtdivan
- Yağbaşlar, Dörtdivan
- Yalacık, Dörtdivan
- Yayalar, Dörtdivan
- Yukarıdüğer, Dörtdivan
- Yukarısayık, Dörtdivan

## Gerede
- Gerede
- Afşartarakçı, Gerede
- Ağızörengüney, Gerede
- Ahmetler, Gerede
- Akbaş, Gerede
- Akçabey, Gerede
- Akçaşehir, Gerede
- Aktaş, Gerede
- Aktaşkurtlar, Gerede
- Asmaca, Gerede
- Aşağıovacık, Gerede
- Aşağıörenbaşı, Gerede
- Aydınlar, Gerede
- Bahçedere, Gerede
- Balcılar, Gerede
- Beşkonak, Gerede
- Birinciafşar, Gerede
- Bünüş, Gerede
- Çağış, Gerede
- Çalaman, Gerede
- Çalışlar, Gerede
- Çayören, Gerede
- Çayörengüney, Gerede
- Çoğullu, Gerede
- Çukurca, Gerede
- Dağkara, Gerede
- Danişmentler, Gerede
- Davutbeyli, Gerede
- Demircisopran, Gerede
- Demirler, Gerede
- Dikmen, Gerede
- Dursunfakı, Gerede
- Elören, Gerede
- Enseliler, Gerede
- Ertuğrulköy, Gerede
- Eymür, Gerede
- Geçitler, Gerede
- Göynükören, Gerede
- Güneydemirciler, Gerede
- Hacılar, Gerede
- Halaçlar, Gerede
- Hasanlar, Gerede
- Havullu, Gerede
- Ibrıcak, Gerede
- İkinciafşar, Gerede
- İmamlar, Gerede
- İnköy, Gerede
- Kalaç, Gerede
- Kapaklı, Gerede
- Karacadağ, Gerede
- Karacadağdemirciler, Gerede
- Karapazar, Gerede
- Kavacık, Gerede
- Kayıkiraz, Gerede
- Kayısopran, Gerede
- Kazanlar, Gerede
- Koçumlar, Gerede
- Kösreli, Gerede
- Külef, Gerede
- Kürkçüler, Gerede
- Macarlar, Gerede
- Mangallar, Gerede
- Mircekiraz, Gerede
- Mukamlar, Gerede
- Muratfakılar, Gerede
- Mürdükler, Gerede
- Nuhören, Gerede
- Ortaca, Gerede
- Örencik, Gerede
- Salur, Gerede
- Samat, Gerede
- Sapanlıurgancılar, Gerede
- Sarıoğlu, Gerede
- Sipahiler, Gerede
- Sofular, Gerede
- Sungurlar, Gerede
- Süllertoklar, Gerede
- Tatlar, Gerede
- Ulaşlar, Gerede
- Ümitköy, Gerede
- Yağdaş, Gerede
- Yakaboy, Gerede
- Yakakaya, Gerede
- Yazıkara, Gerede
- Yazıköy, Gerede
- Yelkenler, Gerede
- Yenecik, Gerede
- Yeniyapar, Gerede
- Yeşilvadi, Gerede
- Yukarıovacık, Gerede
- Yukarıörenbaşı, Gerede
- Yunuslar, Gerede
- Zeyneller, Gerede

## Göynük
- Göynük
- Ahmetbeyler, Göynük
- Akçaalan, Göynük
- Aksaklar, Göynük
- Alanköy, Göynük
- Arıkçayırı, Göynük
- Arızlar, Göynük
- Aşağıkınık, Göynük
- Bayındır, Göynük
- Bekirfakılar, Göynük
- Boyacılar, Göynük
- Bozcaarmut, Göynük
- Bölücekova, Göynük
- Bulanık, Göynük
- Ceylanlı, Göynük
- Çamlıca, Göynük
- Çapar, Göynük
- Çatacık, Göynük
- Çayköy, Göynük
- Çaylakköy, Göynük
- Çubukköy, Göynük
- Dağhacılar, Göynük
- Dağşeyhleri, Göynük
- Dedeler, Göynük
- Değirmenözü, Göynük
- Demirhanlar, Göynük
- Ekinciler, Göynük
- Gerişler, Göynük
- Gökçesaray, Göynük
- Güneyçalıca, Göynük
- Gürpınar, Göynük
- Hacımahmut, Göynük
- Hasanlar, Göynük
- Hilaller, Göynük
- Himmetoğlu, Göynük
- Hisarözü, Göynük
- İbrahimözü, Göynük
- Karaaliler, Göynük
- Karaardıç, Göynük
- Karacalar, Göynük
- Kaşıkçışeyhler, Göynük
- Kayabaşı, Göynük
- Kayalıdere, Göynük
- Kılavuzlar, Göynük
- Kızılkuyu, Göynük
- Kilciler, Göynük
- Kozcağız, Göynük
- Köybaşı, Göynük
- Kumcuk, Göynük
- Kuyupınar, Göynük
- Kürnüç, Göynük
- Memeceler, Göynük
- Mustanlar, Göynük
- Narzanlar, Göynük
- Örencik, Göynük
- Pelitcik, Göynük
- Sarıcalar, Göynük
- Sarılar, Göynük
- Soğukçam, Göynük
- Susuz, Göynük
- Sünnet, Göynük
- Tekirler, Göynük
- Tepebaşı, Göynük
- Umurlar, Göynük
- Yeniköy, Göynük
- Yeşilyazı, Göynük
- Yukarıkınık, Göynük

## Kıbrısçık
- Kıbrısçık
- Alanhimmetler, Kıbrısçık
- Alemdar, Kıbrısçık
- Balı, Kıbrısçık
- Belen, Kıbrısçık
- Borucak, Kıbrısçık
- Bölücekkaya, Kıbrısçık
- Çökeler, Kıbrısçık
- Deveci, Kıbrısçık
- Deveören, Kıbrısçık
- Dokumacılar, Kıbrısçık
- Geriş, Kıbrısçık
- Karacaören, Kıbrısçık
- Karaköy, Kıbrısçık
- Kılkara, Kıbrısçık
- Kızılcaören, Kıbrısçık
- Kökez, Kıbrısçık
- Köseler, Kıbrısçık
- Kuzca, Kıbrısçık
- Nadas, Kıbrısçık
- Sarıkaya, Kıbrısçık
- Taşlık, Kıbrısçık
- Yazıca, Kıbrısçık

## Mengen
- Mengen
- Afşar, Mengen
- Ağacalar, Mengen
- Ağalar, Mengen
- Akçakoca, Mengen
- Akören, Mengen
- Aktepe, Mengen
- Alibeyler, Mengen
- Arak, Mengen
- Babahızır, Mengen
- Banaz, Mengen
- Başyellice, Mengen
- Bölükören, Mengen
- Bürnük, Mengen
- Çayköy, Mengen
- Çırdak, Mengen
- Çorakkadirler, Mengen
- Çorakmıtırlar, Mengen
- Çubuk, Mengen
- Çukurca, Mengen
- Demirciler, Mengen
- Dereköy, Mengen
- Düzağaç, Mengen
- Düzköy, Mengen
- Elemen, Mengen
- Emirler, Mengen
- Gökçesu, Mengen
- Gözecik, Mengen
- Güneygökçesu, Mengen
- Hacıahmetler, Mengen
- Hayranlar, Mengen
- İlyaslar, Mengen
- Kadılar, Mengen
- Kadısusuz, Mengen
- Karacalar, Mengen
- Karaishak, Mengen
- Karakaya, Mengen
- Karaşeyhler, Mengen
- Kavacık, Mengen
- Kayabaşı, Mengen
- Kayabükü, Mengen
- Kayışlar, Mengen
- Kıyaslar, Mengen
- Konak, Mengen
- Köprübaşı, Mengen
- Kuzgöl, Mengen
- Küçükkuz, Mengen
- Mamatlar, Mengen
- Nazırlar, Mengen
- Pazarköy, Mengen
- Rüknettin, Mengen
- Sarıkadılar, Mengen
- Sazlar, Mengen
- Şahbazlar, Mengen
- Teberikler, Mengen
- Turna, Mengen
- Yellicedemirciler, Mengen
- Yumrutaş, Mengen

## Mudurnu
- Mudurnu
- Akyokuş, Mudurnu
- Alpagut, Mudurnu
- Avdullar, Mudurnu
- Bekdemirler, Mudurnu
- Beyderesi, Mudurnu
- Bostancılar, Mudurnu
- Bulanık, Mudurnu
- Cuma, Mudurnu
- Çağşak, Mudurnu
- Çamurluk, Mudurnu
- Çamyurdu, Mudurnu
- Çavuşderesi, Mudurnu
- Çepni, Mudurnu
- Çevreli, Mudurnu
- Dağyolu, Mudurnu
- Dedeler, Mudurnu
- Delice, Mudurnu
- Dereçetinören, Mudurnu
- Dereköy, Mudurnu
- Dodurga, Mudurnu
- Dolayüz, Mudurnu
- Ekinören, Mudurnu
- Elmacıkdere, Mudurnu
- Esenkaya, Mudurnu
- Ferüz, Mudurnu
- Fındıcak, Mudurnu
- Gelinözü, Mudurnu
- Gökören, Mudurnu
- Gölcük, Mudurnu
- Göllüören, Mudurnu
- Göncek, Mudurnu
- Gürçam, Mudurnu
- Güveytepe, Mudurnu
- Hacıhalimler, Mudurnu
- Hacımusalar, Mudurnu
- Hüsamettindere, Mudurnu
- Ilıca, Mudurnu
- İğneciler, Mudurnu
- Kacık, Mudurnu
- Karacasumandıra, Mudurnu
- Karamurat, Mudurnu
- Karapınarkavağı, Mudurnu
- Karataş, Mudurnu
- Karşıköy, Mudurnu
- Kavallar, Mudurnu
- Keçikıran, Mudurnu
- Kilözü, Mudurnu
- Kovucak, Mudurnu
- Kurtlar, Mudurnu
- Mangırlar, Mudurnu
- Munduşlar, Mudurnu
- Ordular, Mudurnu
- Ormanpınar, Mudurnu
- Ortaköy, Mudurnu
- Örencik, Mudurnu
- Pelitözü, Mudurnu
- Samat, Mudurnu
- Samsaçavuş, Mudurnu
- Sarıyar, Mudurnu
- Sarpıncık, Mudurnu
- Sırçalı, Mudurnu
- Sürmeli, Mudurnu
- Taşcılar, Mudurnu
- Taşkesti, Mudurnu
- Tavşansuyu, Mudurnu
- Tımaraktaş, Mudurnu
- Tosunlar, Mudurnu
- Uğurlualan, Mudurnu
- Uzunçam, Mudurnu
- Vakıfaktaş, Mudurnu
- Yaylabeli, Mudurnu
- Yazılar, Mudurnu
- Yeğenderesi, Mudurnu
- Yeniceşeyhler, Mudurnu

## Seben
- Seben
- Alpagut, Seben
- Bakırlı, Seben
- Bozyer, Seben
- Çeltikdere, Seben
- Dedeler, Seben
- Değirmenkaya, Seben
- Dereboy, Seben
- Ekiciler, Seben
- Gerenözü, Seben
- Gökhaliller, Seben
- Güneyce, Seben
- Haccağız, Seben
- Hoçaş, Seben
- Kabak, Seben
- Karaağaç, Seben
- Kaşbıyıklar, Seben
- Kesenözü, Seben
- Kızık, Seben
- Korucuk, Seben
- Kozyaka, Seben
- Kuzgölcük, Seben
- Musasofular, Seben
- Nimetli, Seben
- Solaklar, Seben
- Susuz, Seben
- Tazılar, Seben
- Tepe, Seben
- Yağma, Seben
- Yuva, Seben

## Yeniçağa
- Yeniçağa
- Adaköy, Yeniçağa
- Aşağıkuldan, Yeniçağa
- Çamlık, Yeniçağa
- Akıncılar, Yeniçağa
- Dereköy, Yeniçağa
- Doğancı, Yeniçağa
- Eskiçağa, Yeniçağa
- Gölbaşı, Yeniçağa
- Hamzabey, Yeniçağa
- Kemaller, Yeniçağa
- Kındıra, Yeniçağa
- Ören, Yeniçağa
- Sarayköy, Yeniçağa
- Şahnalar, Yeniçağa
- Yamanlar, Yeniçağa
- Yukarıkuldan, Yeniçağa